# André the Giant Memorial Battle Royal

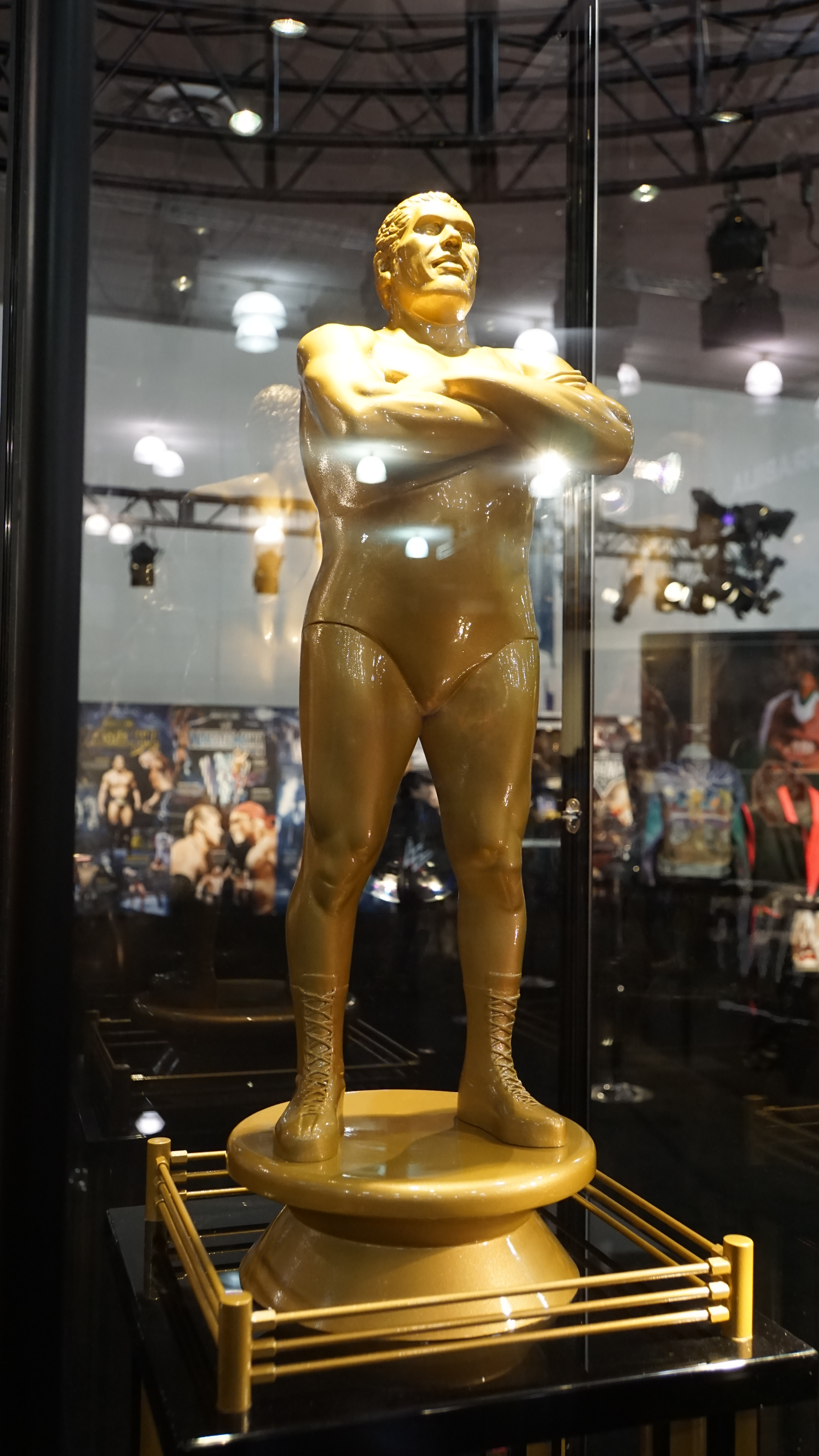
De André the Giant Memorial trofee die wordt uitgereikt aan de winnaar.

De André the Giant Memorial Battle Royal is een gelijknamige wedstrijd in het professioneel worstelen dat gehouden wordt door de Amerikaanse worstelorganisatie WWE bij het evenement WrestleMania. De inaugurale wedstrijd vond plaats bij het evenement WrestleMania XXX op 6 april 2014 en de winnaar verdiend een trofee.
De wedstrijd wordt eervol vernoemd naar WWE Hall of Famer André The Giant en wordt beschouwd als "The King of Battle Royal" door het winnen van grote wedstrijden waarin hij participeerde. Een vrouwelijke tegenhanger van deze wedstrijd debuteerde op 8 april 2018 bij het evenement WrestleMania 34 genaamd de WrestleMania Women's Battle Royal.

## Geschiedenis

### André the Giant
André the Giant is een Frans professioneel worstelaar die vooral bekend is van zijn bij de World Wide Wrestling Federation (WWWF). Hij tekende een contract bij de organisatie in 1973 en hij bleef verschenen voor de promotie tot 1991. Na zijn dood in 1993, was André opgenomen in de inaugurele Hall of Fame van de organisatie en was de enige die opgenomen werd in de Class of 1993.

### De wedstrijd

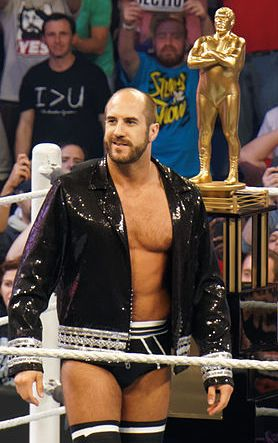
Cesaro was de inaugurele winnaar.

Op 10 maart 2014, aflevering Raw, kondigde de host van WrestleMania XXX, Hulk Hogan aan de lancering van de André the Giant Memorial Battle Royal. De wedstrijd werd geïntroduceerd als een eerbetoon aan de erfenis van André. De inaugurele wedstrijd vond plaats op 6 april 2014 en werd gewonnen door Cesaro, na het elimineren van Big Show met een body slam, het nabootsen van het beroemde moment waarop Hogan een body slam uitvoerde op André bij het evenement WrestleMania III.
Bij het evenement WrestleMania 31 op 29 maart 2015, vond de tweede André the Giant Memorial Battle Royal plaats. Hiermee is dit een jaarlijkse prestatie in WWE. Big Show was de winnaar door Damien Mizdow als laatste te elimineren.
Vanaf WrestleMania 32 begonnen er ook beroemdheden deel te nemen aan de wedstrijd. Om te beginnen met de voormalige National Basketball Association (NBA) speler Shaquille O'Neal die verscheen bij het evenement, deel nam aan de wedstrijd en Big Show confronteerde. Baron Corbin was de winnaar van de derde jaarlijkse André the Giant Memorial Battle Royal wedstrijd.

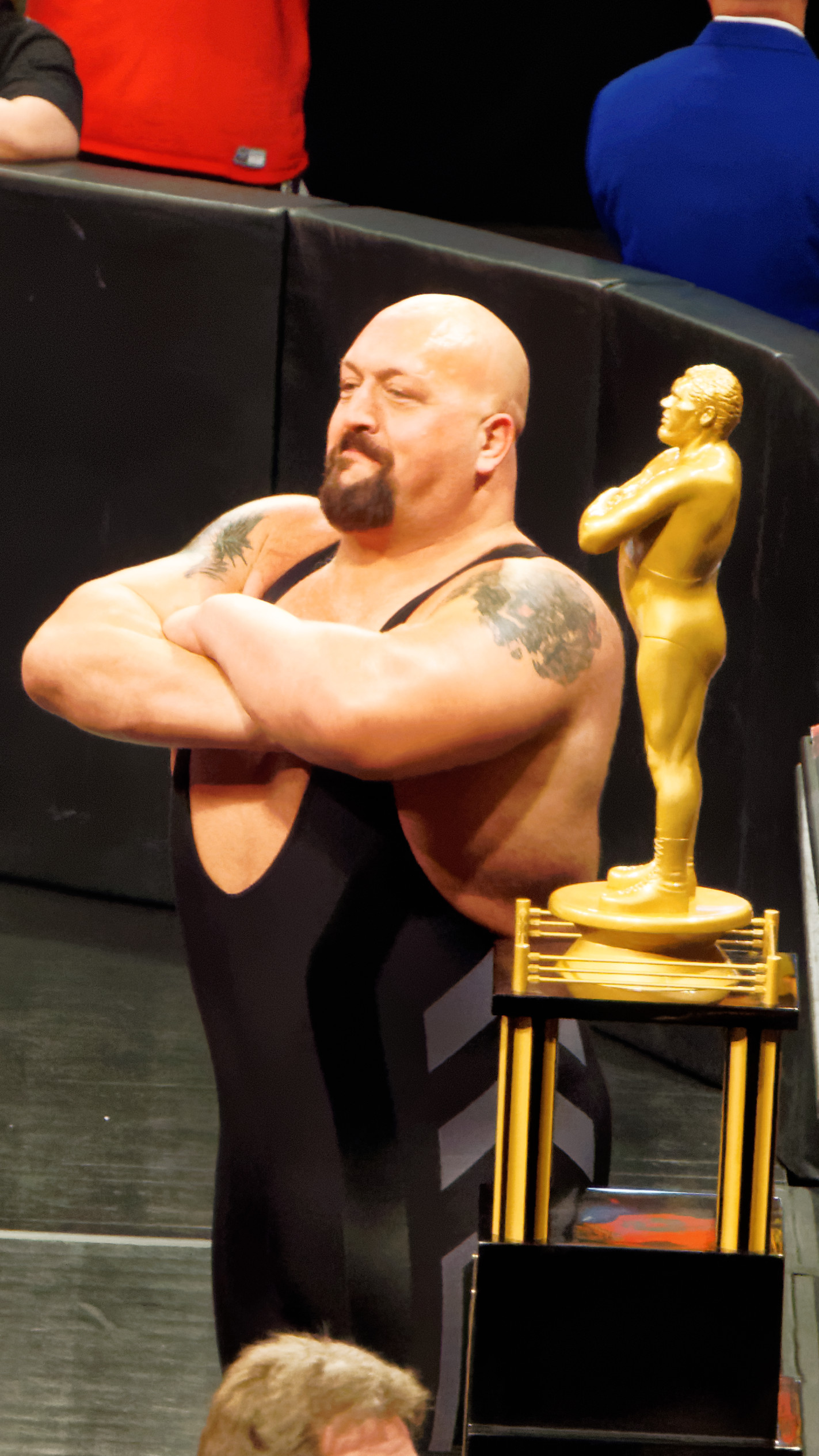
Big Show was de winnaar in 2015.

Bij het evenement WreslteMania 33 op 2 april 2017, verscheen voormalige National Football League (NFL) speler Rob Gronkowski bij de wedstrijd, maar was echter geen deelnemer. Rob hielp Mojo Rawley de wedstrijd te winnen door Jinder Mahal als laatste te elimineren.

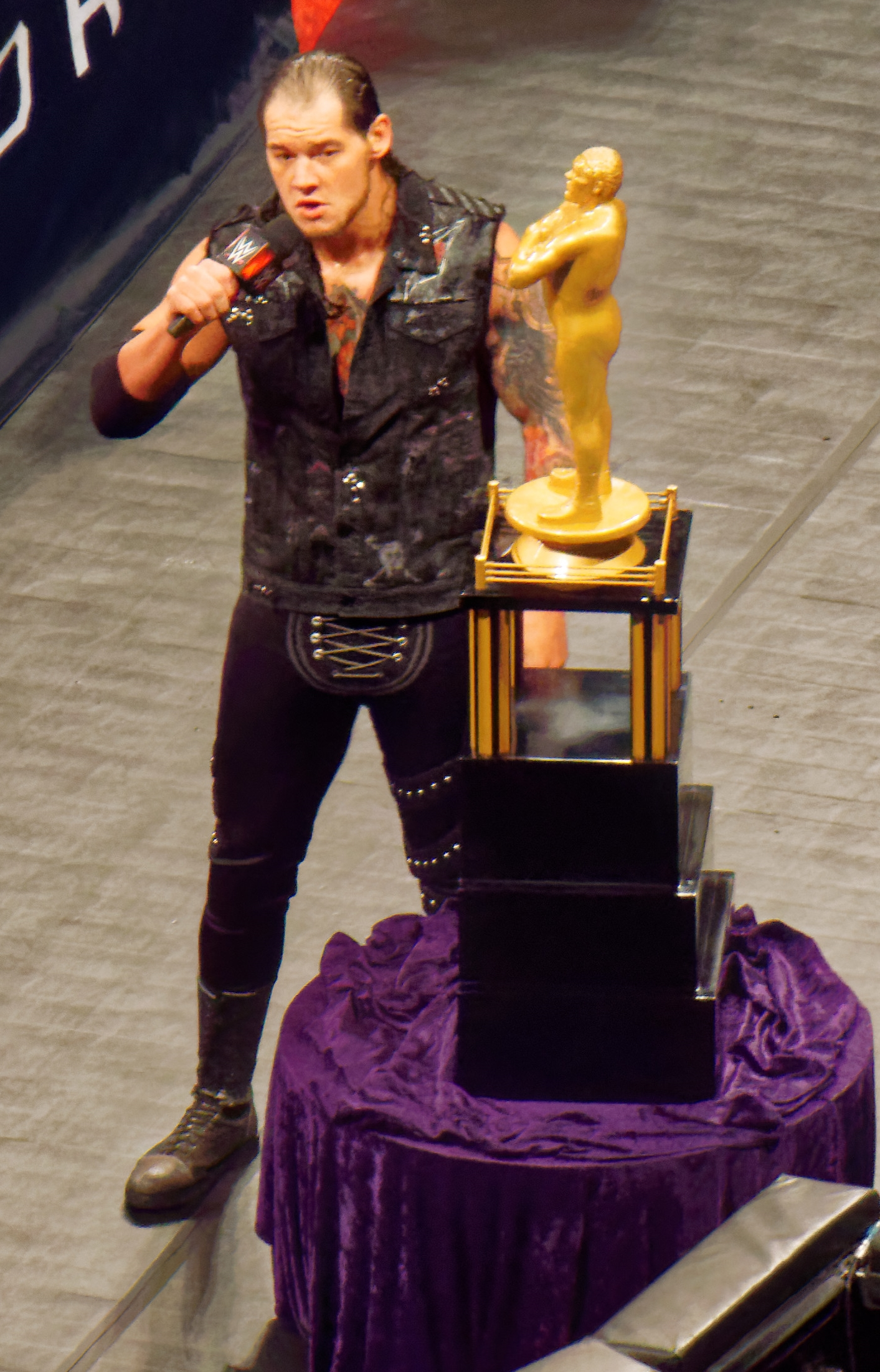
Baron Corbin was de winnaar van de 2016 editie op WrestleMania 32

De vijfde editie van de wedstrijd op WrestleMania 34 op 8 april 2018 verschenen er geen beroemdheden. Matt Hardy won door Baron Corbin als laatste te elimineren. De vrouwelijk versie van de wedstrijd, WrestleMania Women's Battle Royal, debuteerde ook bij dit evenement die gewonnen werd door Naomi.
Op 7 april 2019, bij het evenement WrestleMania 35, verschenen de komieken Colin Jost en Michael Che bij de wedstrijd en daarvoor op Raw als onderdeel van een verhaallijn tussen hun en Braun Strowman. Die laatste won de zesde editie van de wedstrijd.
De wedstrijd voor WrestleMania 36 werd niet gehouden wegens zorgen over het coronapandemie.
Op 1 april 2021, kondigde WWE de terugkeer aan van de wedstrijd. De wedstrijd werd niet gehouden bij het evenement zelf, maar uitgezonden op 9 april 2021 als onderdeel van SmackDown, de avond voor WrestleMania 37. De aflevering werd gepromoot als WrestleMania SmackDown. De show werd vooraf opgenomen 2 april 2021 en uitgezonden op 9 april 2021. Jey Uso was de winnaar door Shinsuke Nakamura als laatste te elimineren.
De achtste editie vond plaats op 1 april 2022, op een speciale aflevering van SmackDown genaamd WrestleMania SmackDown, die de avond voor WrestleMania 38 live werd uitgezonden. Madcap Moss won de wedstrijd door Finn Bálor als laatste te elimineren.

## Winnaars
| Nr. | Winnaar        | Datum                                      | WrestleMania   | Bron   |
| --- | -------------- | ------------------------------------------ | -------------- | ------ |
| 1   | Cesaro         | 6 april 2014                               | XXX            | [ 12 ] |
| 2   | Big Show       | 29 maart 2015                              | 31             | [ 12 ] |
| 3   | Baron Corbin   | 3 april 2016                               | 32             | [ 12 ] |
| 4   | Mojo Rawley    | 2 april 2017                               | 33             | [ 12 ] |
| 5   | Matt Hardy     | 8 april 2018                               | 34             | [ 12 ] |
| 6   | Braun Strowman | 7 april 2019                               | 35             | [ 12 ] |
| 7   | Jey Uso        | 2 april 2021 (uitgezonden op 9 april 2021) | 37 (SmackDown) | [ 12 ] |
| 8   | Madcap Moss    | 1 april 2022                               | 38 (SmackDown) | [ 11 ] |